# Le Cercle des Gourmettes
Le Cercle des Gourmettes est un club gastronomique féminin «d'expertes en l'art culinaire et surtout l'art de bien manger», actif en France de 1929 à 1939.

## Objet
Les statuts visent un quadruple objet :
- conserver et développer le goût de la bonne cuisine française,
- faciliter et améliorer le tourisme en France en encourageant les bons établissements
- développer le goût de la saine cuisine familiale et la gastronomie régionale par des récompenses aux cuisiniers, des échanges de recettes, etc.
- combattre la vie chère en faisant connaitre les bons fournisseurs d'articles de qualité à des prix raisonnable [2].

Il a organisé des manifestations de bienfaisance, des repas mensuels et de nombreuses réceptions,,.

## Histoire et postérité

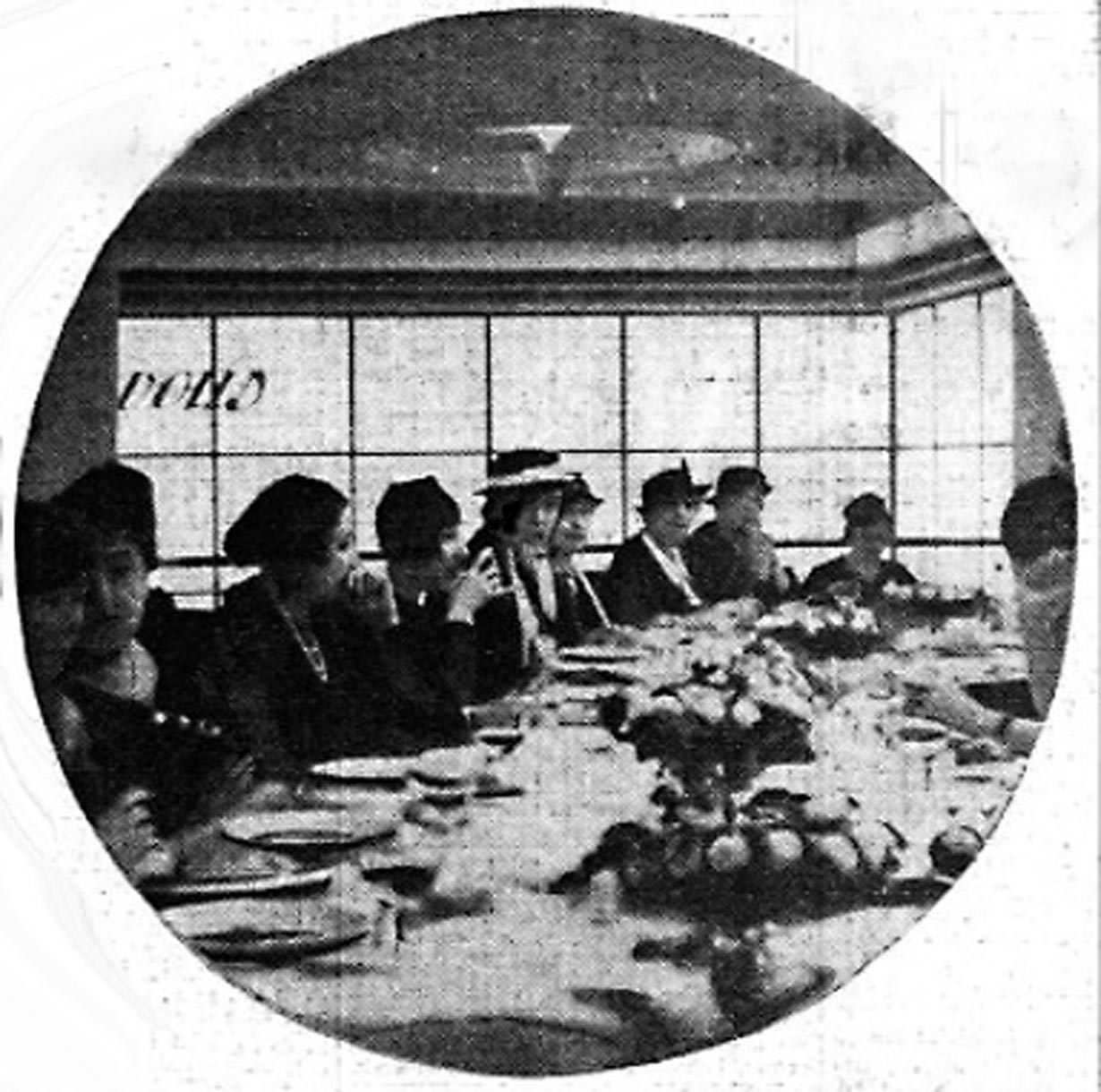
Le Cercle des Gourmettes à table en 1935

### Une courte apogée: 1929-1939
En 1928 avait été fondé à Paris le premier club gastronomique féminin, le Club des belles perdrix, en réaction aux statuts du Grand Perdreau, club gastronomique exclusivement masculin. Le Club des Cent excluait lui aussi les femmes de ses membres : le Cercle des Gourmettes est fondé en juin 1929, de nombreuses Gourmettes sont les épouses de membres du Club des Cent,,. Le Figaro (1930) l'appelle « filiale féminine du Club des Cent ». Les relations entre ces clubs sont amicales et se concrétisent par des repas raffinés. Chaque sociétaire du Cercle invitait un homme de son choix - qui n'était pas leur époux - une fois par an à un déjeuner mixte (les époux des Gourmettes étaient appelés les princes consorts abandonnés, ils assistaient aux dégustations de vins),. Le terme gourmette est la féminisation de gourmet, qui n'admettait qu'une forme masculine dans le Larousse de l'époque.

Les diners des Gourmettes étaient organisés à tour de rôle, dans leurs salles à manger ou au restaurant, par une brigadière qui se chargeait du menu, de la salle à manger et de l'organisation. Le prix du menu par personne était fixé à l'avance et ne pouvait pas être dépassé. À l'issue du repas les mérites des vins, des mets et du service étaient discutés. Jusqu'à 1939 le Cercle organise Les Gouters de Bacchus consacrés à la dégustation de vins. Le Cercle des Gourmettes avait pour devise un proverbe du XVIe siècle : 

« Femme bonne vaut couronne,

Femme Gourmète est plus parfaite »

En 1935, le Cercle des Gourmettes adopte et promeut la cuisine à l'électricité . 
Après la Seconde Guerre mondiale, il existe des mentions d'activité : invitations de chefs, sorties gastronomiques pour les membres,. Julia Child décrit en 1951 le Cercle comme un groupe de septuagénaires de bonne famille, bavardes, expertes, qui avaient vécu avec élégance « dans le temps». Elles se réunissaient dans une cuisine mise à disposition par EDF-GDF.

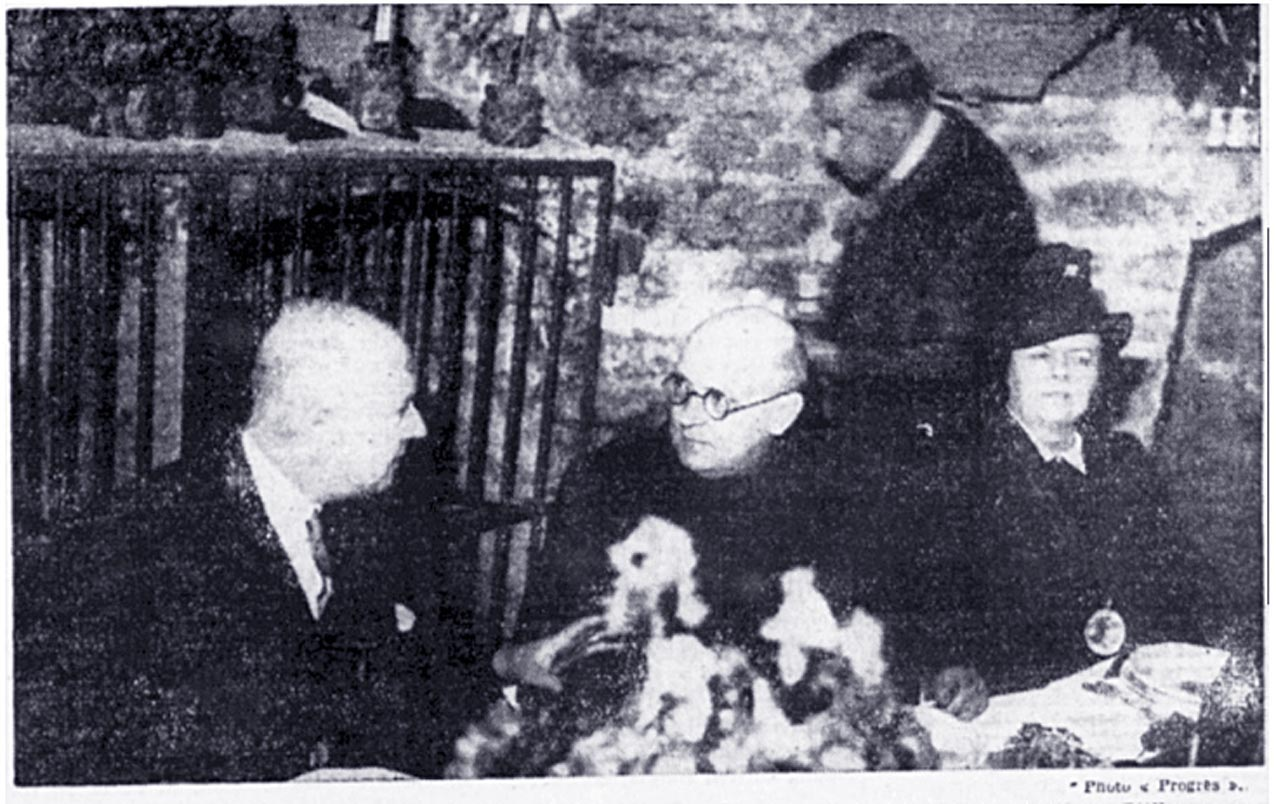
La présidente Ethel Ettlinger reçue par les Chevaliers du Tastevin en 1938 aux côtés de M. Duhamel et Faivelay, grand maître de la Confrérie.

### Postérité
En mai 1937, le Cercle des Gourmettes de Belgique pour la propagation des vins de France est inauguré dans les salons de l'Ambassade de France à Bruxelles, mais son existence est fugace.
Au Canada, en 1948 ou 1950, un Cercle des Gourmettes Internationales est fondé par Mme Juliane Maurice Billard, Mme Sevenster (épouse du consul général de la Hollande à Montréal) et Mme Frederic Kaeti (épouse du consul général de la Suisse). Il est actif jusqu'en 2006, compte 34 membres dont 12 provenant du corps diplomatique. Il organisait des déjeuners-causeries, un thé de Noël et un dîner en tenue de soirée. Lucette Beauchemin, Jeanine Beaubien, Lilian Stewart, Claire Kirkland-Casgrain notamment en furent membres.
En 1951, Louisette Bertholle - qui aurait été membre du Cercle des Gourmettes - Simone Beck et Julia Child envisagent de nommer leur école de cuisine L'École des Gourmettes ; en définitive ce sera L'École des Trois Gourmandes,,,.
En mars 1978, l’Association des Gourmettes - confrérie féminine bachique, gastronomique et artistique - est fondée en Suisse. Principalement active en Suisse romande et au Tessin, elle est actuellement présidée par Marie-France Derkenne. Son siège est à Lausanne. Le refrain de son hymne est:

« Ah mon dieu c'que c'est sympa d'avoir ces moment-là, 
Ah mon Dieu, c'est tellement chouette d'faire partie des Gourmettes. »

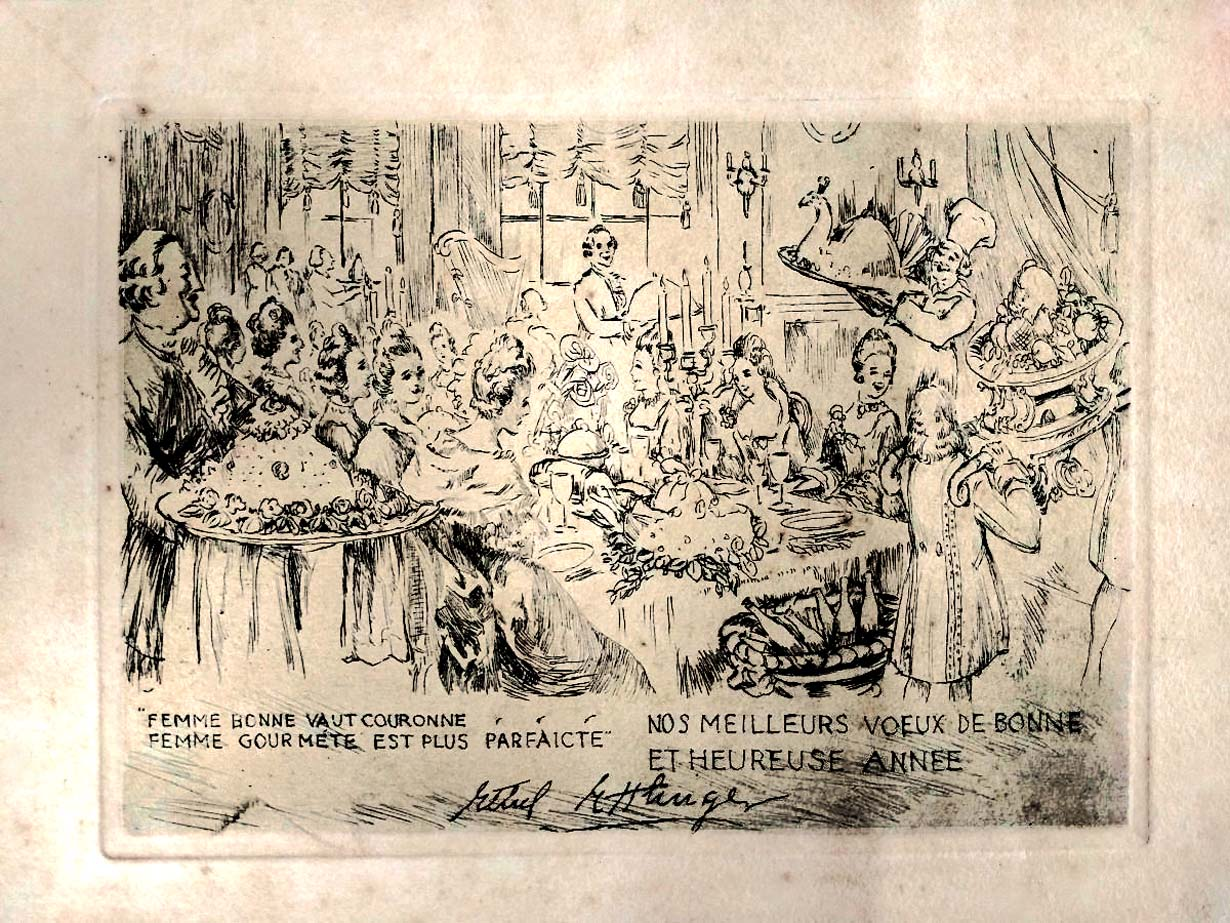
Carte de vœux du Cercle pour 1938, signée par le Présidente Ethel Ettlinger : une table de femmes servies par des hommes.

### Les membres
Mme Paul Ettlinger (née Ethel Capehard) d'origine américaine et Mme Lucien Gaudin furent les cofondatrices. Mme Paul Ettlinger est la première présidente, Mme Gaudin vice-présidente, assistée d'un comité composé de Mmes Claude, Marie-Thérèse Carrier, Robert Hecker, Alexandre Israël, Raoul Heide (surintendante des Beaux Arts), Astruc et Lécuyer ,,,. Mme Jean-Charles Charpentier prend la vice-présidence en 1935.
Ethel Ettlinger avait pour mari un éminent Centiste : Paul Ettlinger. Elle est parfois nommée Paulette, y compris par Simone Beck : il s'agit d'un surnom affectueux, féminisation ironique du prénom de son mari, gourmet/gourmette, Paul/Paulette. Elle sera une présidente active. Elle est nommée chevalier de la Légion d'honneur en décembre 1938. À cette occasion un repas royal lui est offert par les Gourmettes.
Parmi les membres on note: Miss Viola Rodgers, Mmes Lucy Arbell, Marie Leconte, Drouilly, J. Ebbsmith (trésorière), Simon de la Bigne, Rachel Boyer, Jean Taurines, Vanier, Achille Fould, Marie-Louise Laval, Julia Child (dont le mari Paul Cushing Child était membre du Club Prosper Montagné), Simone Beck,,,,,,,. La Présidente s'exprimait dans une langue composite personnelle mi-anglais mi-français et on note la présence de nombreuses américaines parmi les membres.

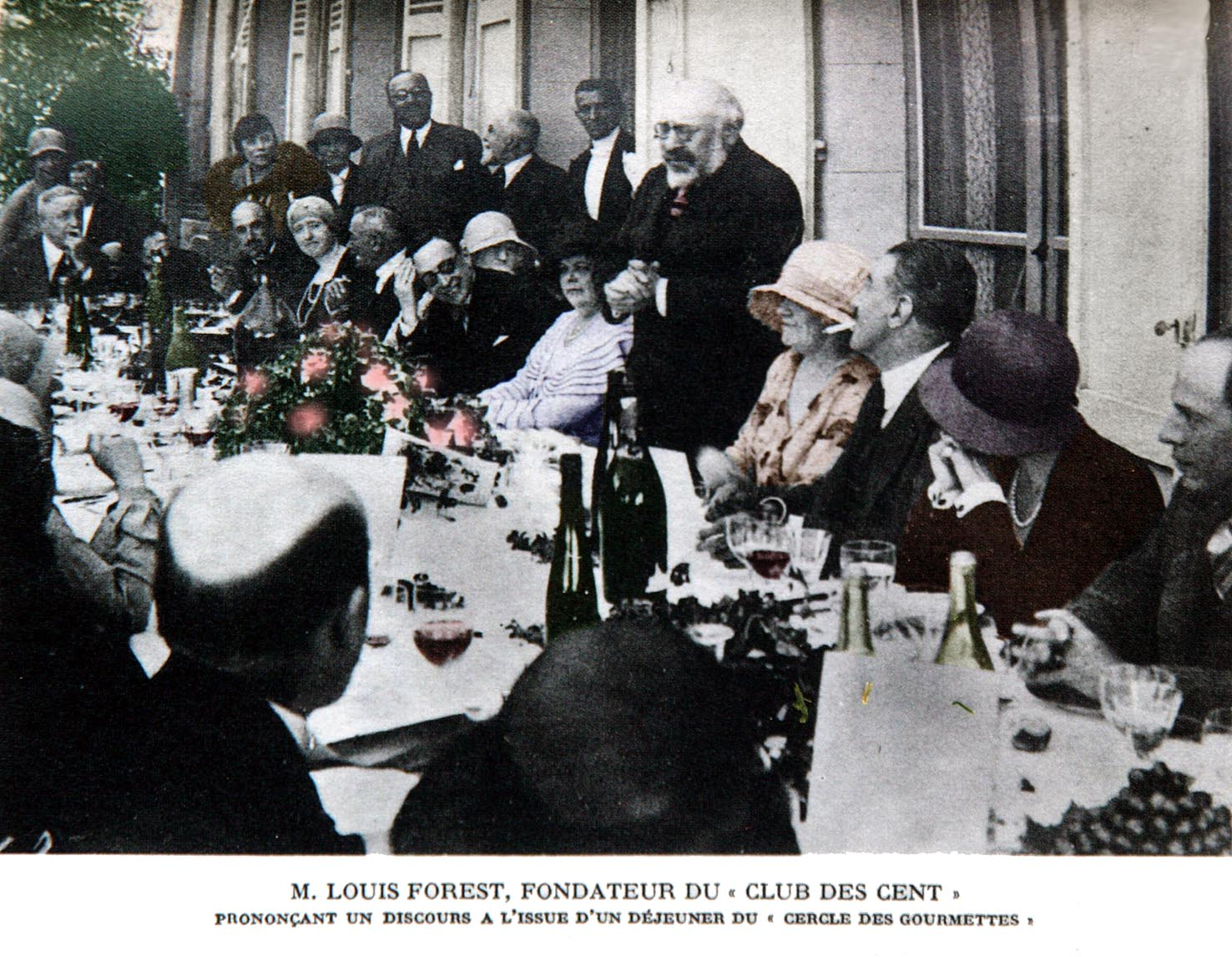
Louis Forest, fondateur du Club des Cent prononce un discours devant le Cercle des Gourmettes (archives Curnonsky - Curnonska 2007)

## La table des Gourmettes
Les Gourmettes sont de leur temps, une nostalgie du grand siècle marque les repas formels, comme ce bœuf à la Royale en gelée, lardé de jambon, flambé à la fine, et cuit au Champagne - plat favori de Louis XIV - servi par Miss Rodgers (1932) ou la réception «comme à Versailles» de  Mme Drouilly (1938): Omble chevalier, poularde, truffes, cailles farcies à la Talleyrand ,.
Il faut noter un penchant pour le poisson et les fruits de mer, comme ce goûter maigre de poisson et coquillages (Bacchus goûte chez Neptune - 1938), ce crabe à la normande à côté de la casserole aux légumes de Lucy Arbell (1935) ,. Le bœuf à la Royale de Miss Rodgers est précédé de poissons scandinaves et langoustes et suivi de fruits . Une recherche de fréquence des expressions dans la presse de l'époque montre que chocolat (71 p.) associé à Cercle des Gourmettes vient devant poisson (65 p.), huitres (46 p.) ou coquillages (13 p.), mais très loin derrière vin blanc (245 p.) préféré au vin rouge (225 p.) .